# Medaliści mistrzostw świata w kolarstwie szosowym – indywidualna jazda na czas juniorek
Pełna lista medalistek mistrzostw świata w kolarstwie szosowym w indywidualnej jeździe na czas juniorek.

## Wyniki
| Lp. | Rok  | Złoto                  | Srebro                 | Brąz                  |
| --- | ---- | ---------------------- | ---------------------- | --------------------- |
| 1   | 1994 | Chiara Mariani         | Evi Gensheimer         | Ita Krijanowska       |
| 2   | 1995 | Linda Visentin         | Christina Becker       | Tetiana Stiażkina     |
| 3   | 1996 | Rachel Linke           | Natascha Klewitz       | Samanta Loschi        |
| 4   | 1997 | Olga Suchoruczenkowa   | Sylvia Hübscher        | Maria Cagigas Amedo   |
| 5   | 1998 | Trixi Worrack          | Olga Suchoruczenkowa   | Geneviève Jeanson     |
| 6   | 1999 | Geneviève Jeanson      | Juliette Vandekerkhove | Trixi Worrack         |
| 7   | 2000 | Juliette Vandekerkhove | Katherine Bates        | Bertine Spijkerman    |
| 8   | 2001 | Nicole Cooke           | Natalja Bojarska       | Diana Elmentaitė      |
| 9   | 2002 | Anna Zugno             | Tatiana Guderzo        | Claudia Hecht         |
| 10  | 2003 | Bianca Knöpfle         | Loes Markerink         | Iris Slappendel       |
| 11  | 2004 | Tereza Huříková        | Rebecca Much           | Amanda Spratt         |
| 12  | 2005 | Lisa Brennauer         | Tereza Huříková        | Mie Bekker Lacota     |
| 13  | 2006 | Rebecca Spence         | Łesia Kałytowśka       | Mie Bekker Lacota     |
| 14  | 2007 | Josephine Tomic        | Wałerija Kononenko     | Jerika Hutchinson     |
| 15  | 2008 | Maria Grandt Petersen  | Wałerija Kononenko     | Laura Dittmann        |
| 16  | 2009 | Hanna Sołowej          | Pauline Ferrand-Prévot | Jelizawieta Oszurkowa |
| 17  | 2010 | Hanna Sołowej          | Pauline Ferrand-Prévot | Amy Cure              |
| 18  | 2011 | Jessica Allen          | Elinor Barker          | Mieke Kröger          |
| 19  | 2012 | Elinor Barker          | Cecilie Ludwig         | Demi de Jong          |
| 20  | 2013 | Séverine Eraud         | Alexandria Nicholls    | Alexandra Manly       |
| 21  | 2014 | Macey Stewart          | Pernille Mathiesen     | Anna-Leeza Hull       |
| 22  | 2015 | Chloé Dygert           | Emma White             | Anna-Leeza Hull       |
| 23  | 2016 | Karlijn Swinkels       | Lisa Morzenti          | Juliette Labous       |
| 24  | 2017 | Elena Pirrone          | Alessia Vigilia        | Madeleine Fasnacht    |
| 25  | 2018 | Rozemarijn Ammerlaan   | Camilla Alessio        | Elynor Bäckstedt      |
| 26  | 2019 | Ajgul Gariejewa        | Shirin van Anrooij     | Elynor Bäckstedt      |
| 27  | 2021 | Alona Iwanczenko       | Zoe Bäckstedt          | Antonia Niedermaier   |
| 28  | 2022 | Zoe Bäckstedt          | Justyna Czapla         | Febe Jooris           |

## Tabela medalowa
Stan po MŚ 2022
| Miejsce | Państwo           |   |   |   | Razem |
| ------- | ----------------- | - | - | - | ----- |
| 1       | Włochy            | 4 | 4 | 1 | 9     |
| 2       | Australia         | 4 | 2 | 6 | 12    |
| 3       | Niemcy            | 3 | 5 | 5 | 13    |
| 4       | Wielka Brytania   | 3 | 2 | 2 | 7     |
| 5       | Rosja             | 3 | 2 | 1 | 6     |
| 6       | Ukraina           | 2 | 3 | 2 | 7     |
| 7       | Francja           | 2 | 3 | 1 | 6     |
| 8       | Holandia          | 2 | 2 | 3 | 7     |
| 9       | Dania             | 1 | 2 | 2 | 5     |
| 10      | Stany Zjednoczone | 1 | 2 | 1 | 4     |
| 11      | Czechy            | 1 | 1 | 0 | 2     |
| 12      | Kanada            | 1 | 0 | 1 | 2     |
| 13      | Nowa Zelandia     | 1 | 0 | 0 | 1     |
| 14      | Belgia            | 0 | 0 | 1 | 1     |
| 14      | Hiszpania         | 0 | 0 | 1 | 1     |
| 14      | Litwa             | 0 | 0 | 1 | 1     |